# Маріо Севаско
Маріо Севаско (італ. Mario Cevasco, 18 грудня 1938 — 1999) — італійський ватерполіст.
Учасник Олімпійських Ігор 1964, 1968, 1972 років.
Бронзовий призер Середземноморських ігор 1963 року.